# Kūreh Jān
Kūreh Jān (persiska: کوره جان) är en ort i Iran.   Den ligger i provinsen Gilan, i den nordvästra delen av landet, 280 km nordväst om huvudstaden Teheran. Kūreh Jān ligger 38 meter över havet och antalet invånare är 277.
Terrängen runt Kūreh Jān är kuperad västerut, men österut är den platt.Runt Kūreh Jān är det ganska tätbefolkat, med 129 invånare per kvadratkilometer. Närmaste större samhälle är Reẕvānshahr, 10,9 km norr om Kūreh Jān. Trakten runt Kūreh Jān består till största delen av jordbruksmark.